# Janice Cayman
Janice Cayman, född 12 oktober 1988 i Brasschaat, är en belgisk fotbollsspelare (mittfältare) som spelar för Olympique Lyon och det belgiska landslaget. Cayman har tidigare representerat bland annat Montpellier och Juvisy. Hon var en del av den landslagstrupp som spelade i Europamästerskapet i England år 2022 där hon bland annat blev målskytt i gruppspelsmatchen mot Frankrike.